# سرقة الخدمات
سرقة الخدمات هو المصطلح القانوني للجريمة التي تُرتكب عندما يحصل شخص ما على خدمات قيّمة - على عكس السلع - عن طريق الخداع أو القوة أو التهديد أو غيرها من الوسائل غير القانونية، أي دون تعويض مقدم الخدمة بشكل قانوني عن هذه الخدمات. قد يتداخل المفهوم أيضًا مع بعض أنواع الغش التي يجري فيها الدفع بالائتمان، ولكن تحت هوية مفترضة يتنصل منها في النهاية ("سرقة الهوية").

## الأنواع
تُحاكم هذه الجرائم عادةً على أنها سرقة، وقد تُصنف جنحة أو جناية، بناءً على قيمة الخدمات المُحصل عليها بطريقة غير مشروعة. تشمل هذه الفئة مجموعة واسعة من الأنشطة الإجرامية، بما في ذلك التلاعب بعدّاد المرافق (أو تجاوزه) كعدّاد الكهرباء بحيث يُقلل من قيمة الاستهلاك الحقيقي، ومغادرة فندق أو مطعم أو منشأة مماثلة دون دفع ثمن الخدمة، و"القفز من البوابات الدوارة" أو غيرها من أساليب التهرب من دفع الأجرة أو الرسوم عند استخدام وسائل النقل العام أو دخول منشأة خاصة تتطلب الدفع عادةً (مثل القفز فوق السياج في معرض أو حفل موسيقي). تحدث سرقة الخدمات أيضًا في قطاع سيارات الأجرة، عندما يهرب راكب من السيارة لتجنب دفع الأجرة. ومن الأشكال الشائعة الأخرى استخدام حاوية نفايات تابعة لجهة أخرى دون إذنها، حيث يُحمّل هذا الطرف الذي يدفع ثمن الخدمة نفقات. 
لا ينبغي الخلط بين هذا النوع من السرقة والرفض المعقول، حيث لا يدفع العميل، على سبيل المثال، لأن الخدمات المقدمة لم يُعلن عنها أو لأنها لا تلبي معايير الجودة المعقولة. على سبيل المثال، إذا عمل عامل على تثبيت سقف جديد، لكن السقف يسرب ماء المطر، فقد يحجم العميل عن الدفع حتى يصلح العامل التسرّب. يعتبر الامتناع عن الدفع دون سبب بمثابة سرقة.
قد تُطبّق هذه القوانين أيضاً، في بعض الأحيان، في مجال الرعاية الصحية، عندما يوجّه مقدمو الرعاية الصحية اتهامات جنائية ضد المرضى المعوزين وغير المؤمّن عليهم الذين لم يتمكنوا من دفع تكاليف علاجهم. وقد أثار هذا السيناريو انتقادات شديدة، وهو من القضايا الرئيسية في الدعوة إلى إجراء إصلاح شامل لنظام الرعاية الصحية في الولايات المتحدة.